# Stamnodes sponsata
Stamnodes sponsata là một loài bướm đêm trong họ Geometridae.